# Yoichiro Kakitani
Yoichiro Kakitani (Prefectura d'Osaka, Japó, 3 de gener de 1990) és un futbolista japonès.

## Selecció japonesa
Ha disputat 9 partits amb la selecció del Japó.
El 12 de maig de 2014 s'anuncià la seva inclusió a la llista de 23 jugadors de la selecció japonesa per disputar el Mundial de 2014 al Brasil. Els dorsals van ser anunciats el 25 de maig.